# کشتار زندان تدمر
رویداد کشتار زندان تدمر (به عربی: مجزرة سجن تدمر) در ۲۷ ژوئن ۱۹۸۰، یک روز پس از تلاش نافرجام برای ترور حافظ اسد، رئیس‌جمهور سوریه، در زندان تدمر در پالمیرای سوریه رخ داد. نیروهای گروهان دفاعی سوریه موسوم به سرایا الدفاع تحت فرماندهی رفعت اسد، برادر حافظ اسد وارد زندان تدمر شده و حدود هزار نفر از زندانیان را به قتل رساندند.

## پیش‌زمینه و نتایج
در روز ۲۶ ژوئن ۱۹۸۰، درست یک روز قبل از حادثهٔ کشتار زندان تدمر، حافظ اسد رئیس‌جمهور سوریه هدف ترور نافرجامی قرار گرفت. یکی از محافظان شخصی وی با پرتاب دو نارنجک و همچنین شلیک گلوله سعی کرد تا او را ترور کند؛ امّا این ترور با شکست مواجه شد و حافظ اسد فقط جراحات مختصری برداشت. مقامات دولت سوریه فوراً گروه «اخوان‌المسلمین» را به برنامه‌ریزی و اجرای این ترور متهم کردند و به دنبال انتقام از این گروه برآمدند. این وظیفه برعهدهٔ برخی از نیروهای «سرایا الدفاع» که فرمانده آن رفعت اسد (برادر حافظ اسد) بود، گذاشته شد. بدین منظور، حدود ۱۰۰ نفر از «سرایا الدفاع» با ۱۲ هلی‌کوپتر از دمشق به فرودگاه نظامی تدمر منتقل شدند. سپس حدود ۸۰ نفر از آنان وارد زندان تدمر شده و صدها زندانی را با شلیک گلوله یا پرتاب نارنجک قتل‌عام کردند. بر اساس اطلاعات موجود، اجساد کشته‌شدگان با کامیون‌هایی به منطقه‌ای در شرق شهر تدمر منتقل و در گودال‌هایی که از قبل آماده شده بود، دفن شدند.
بر اساس شهادت برخی از افراد شرکت‌کننده در این کشتار، اجرای این قتل‌عام حدود نیم ساعت به طول انجامید و به آنان دستور داده شده بود که همهٔ کسانی را که در خوابگاه زندان بودند، با شلیک گلوله یا پرتاب نارنجک به قتل برسانند.
هیچ آمار دقیقی از تعداد کشته‌ها و قربانیان وجود ندارد؛ امّا بر اساس گزارش منتشرشده‌ای توسط سازمان دیده‌بان حقوق بشر، تعداد کشته‌ها حدود هزار زندانی برآورد می‌شود که اکثریت آنان از اسلام‌گرایان بودند.
رفعت اسد در مصاحبه‌ای تلویزیونی حادثهٔ کشتار تدمر را تأیید کرد و گفت: «حادثهٔ تدمر پس از ترور رئیس‌جمهور، حافظ اسد، توسط اخوان‌المسلمین روی داد… آنان او را ترور و با بمب به او حمله کردند.»